# Broadway Bridge
Le Broadway Bridge est un pont levant qui traverse le canal maritime de la Harlem River à Manhattan à New York. Il relie les quartiers d'Inwood sur l'île de Manhattan et de Marble Hill sur le continent. Le pont est ainsi nommé parce qu'il traverse Broadway. Le pont porte la ligne IRT Broadway-Seventh Avenue du métro de New York au-dessus de la route. 

## Histoire
En 1905, un pont a été construit afin de pouvoir accueillir l'extension de la ligne de métro IRT dans le Bronx. Le pont Broadway était un pont pivotant, mais un deuxième pont a été ajouté pour permettre la circulation en métro sur le pont supérieur et la circulation piétonne et routière sur le pont inférieur . 
La dernière rame de métro a traversé le pont Broadway précédent le 23 décembre 1960. Au cours des deux jours suivants (veille de Noël et jour de Noël), l'ancien pont a été enlevé et le nouveau pont déjà assemblé a flotté et hissé en position, s'ouvrant à la circulation du métro le 26 décembre 1960 . 
Le pont peut s'élever à 41 mètres en position haute et rester à 7 mètres en position basse.  